# Eriobotrya seguinii
Eriobotrya seguinii är en rosväxtart som först beskrevs av H. Lév., och fick sitt nu gällande namn av Card. och Guillaum.. Eriobotrya seguinii ingår i släktet eriobotryor, och familjen rosväxter. Inga underarter finns listade i Catalogue of Life.